# Bezirk Dubiecko
Bezirk Dubiecko – dawny powiat (Bezirk) kraju koronnego Królestwo Galicji i Lodomerii, funkcjonujący w latach 1854–1867. Siedzibą starostwa było miasto Dubiecko.

## Historia
Bezirk Dubiecko utworzono w ramach reformy uwłaszczeniowej z okresu Wiosny Ludów (1848–1849), która likwidowała jurysdykcję właściciela ziemskiego nad poddanymi. W Galicji, dominium – jako podstawowa jednostka administracyjna i filar systemu feudalnego straciło rację bytu. Konieczne stało się zatem wprowadzenie nowego systemu administracyjnego, którego zręby powstały w latach 1851–1855. Nowy trójstopniowy podział administracyjny objął 21 cyrkułów (niem. Kreise), 179 małych powiatów (niem. Bezirke) i ponad 6000 gmin (niem. Gemeinde).
Bezirk Dubiecko objął obszar o wielkości 6,3 mil², zamieszkany przez 28.378 ludzi i podzielony na 44 gminy katastralne, w tym miasta Dubiecko i Dynów. Wszedł w skład cyrkułu sanockiego, jako jeden z jego jedenastu powiatów.
Po nadaniu Galicji autonomii oraz powołaniu samorządu gminnego i powiatowego w 1865 zlikwidowano cyrkuły (Kreise). Dotychczasowe małe powiaty (Bezirke) w liczbie 179, utrzymały się do 1867 roku, kiedy to w następstwie kolejnej reformy administracyjnej (23 stycznia 1867) zostały zastąpione przez 74 większych powiatów. Jednym z tych nowych powiatów był powiat brzozowski, w skład którego wszedł m.in. w całości zniesiony Bezirk Dubiecko. 19 czerwca 1867 jedenaście gmin dawnego Bezirk Dubiecko (Bachórzec, Drohobyczka, Dubiecko, Huta Drohobycka, Podbukowina, Polchowa, Przedmieście Dubieckie, Ruska Wieś, Sielnica, Słonne i Śliwnica) wyłączono z powiatu brzozowskiego i włączono do powiatu przemyskiego. 1 sierpnia 1878 wszystkie te gminy powróciły do powiatu brzozowskiego, lecz już 1 września 1887 znów zmieniono zdanie i gminy te – a także gminę Kosztowa – włączono do powiatu przemyskiego.

## Władze

### Starostowie
- Adolph Oehl (1858)

## Podział administracyjny (1854)
| Lp. | Gmina jednostkowa            | Powierzchnia | Ludność | Powiat w 1867 po zniesieniu |
| --- | ---------------------------- | ------------ | ------- | --------------------------- |
| 1   | Dydnia z Wolą                | 1857         | 1047    | brzozowski                  |
| 2   | Krzywe                       | 1291         | 420     | brzozowski                  |
| 3   | Jabłonka                     | 1629         | 554     | brzozowski                  |
| 4   | Wydrna                       | 1079         | 600     | brzozowski                  |
| 5   | Końskie                      | 1535         | 430     | brzozowski                  |
| 6   | Krzemienna                   | 833          | 310     | brzozowski                  |
| 7   | Niewistka                    | 983          | 300     | brzozowski                  |
| 8   | Obarzym                      | 1073         | 308     | brzozowski                  |
| 9   | Temeszów z Wincentówką       | 810          | 472     | brzozowski                  |
| 10  | Witryłów                     | 1799         | 395     | brzozowski                  |
| 11  | Dynów (M)                    | 1694         | 2660    | brzozowski                  |
| 12  | Igioza                       | 320          | 200     | brzozowski                  |
| 13  | Łubno z Kaźmierówką          | 3913         | 1446    | brzozowski                  |
| 14  | Ulanica                      | 944          | 524     | brzozowski                  |
| 15  | Nozdrzec z Karolówką         | 596          | 790     | brzozowski                  |
| 16  | Hłudno Górne i Dolne         | 2044         | 967     | brzozowski                  |
| 17  | Wara                         | 1778         | 532     | brzozowski                  |
| 18  | Bachórzec                    | 1290         | 916     | brzozowski                  |
| 19  | Izdebki                      | 5024         | 1812    | brzozowski                  |
| 20  | Wesoła                       | 3176         | 1489    | brzozowski                  |
| 21  | Magierów i Ujazdy            | 540          | 1489    | brzozowski                  |
| 22  | Dąbrówka Starzeńska z Wolą   | 961          | 298     | brzozowski                  |
| 23  | Dylągowa                     | 3513         | 801     | brzozowski                  |
| 24  | Gdyczyna z Wołodzką Wolą     | 1340         | 175     | brzozowski                  |
| 25  | Siedliska                    | 782          | 285     | brzozowski                  |
| 26  | Poręby, Jasionów i Huty      | 1104         | 444     | brzozowski                  |
| 27  | Wołodź                       | 382          | 347     | brzozowski                  |
| 28  | Bartkówka                    | 957          | 680     | brzozowski                  |
| 29  | Pawłokoma                    | 1147         | 716     | brzozowski                  |
| 30  | Sielnica                     | 1552         | 657     | brzozowski                  |
| 31  | Bachórz                      | 1423         | 405     | brzozowski                  |
| 32  | Harta z Lipnikiem i Paprocią | 3677         | 1631    | brzozowski                  |
| 33  | Chodorówka                   | 492          | 254     | brzozowski                  |
| 34  | Kosztowa                     | 1211         | 683     | brzozowski                  |
| 35  | Laskówka                     | 1047         | 488     | brzozowski                  |
| 36  | Drohobyczka                  | 1718         | 656     | brzozowski                  |
| 37  | Huta Drohobycka              | 576          | 397     | brzozowski                  |
| 38  | Podbukowina                  | 572          | 206     | brzozowski                  |
| 39  | Polchowa                     | 435          | 216     | brzozowski                  |
| 40  | Dubiecko (M)                 | 1444         | 1097    | brzozowski                  |
| 41  | Przedmieście z Czerwonką     | 952          | 519     | brzozowski                  |
| 42  | Śliwnica                     | 1485         | 597     | brzozowski                  |
| 43  | Słonne                       | 254          | 167     | brzozowski                  |
| 44  | Ruska Wieś                   | 959          | 487     | brzozowski                  |

Objaśnienie:
(M) = miasto; (m) = miasteczko